# Fosfaalkyny

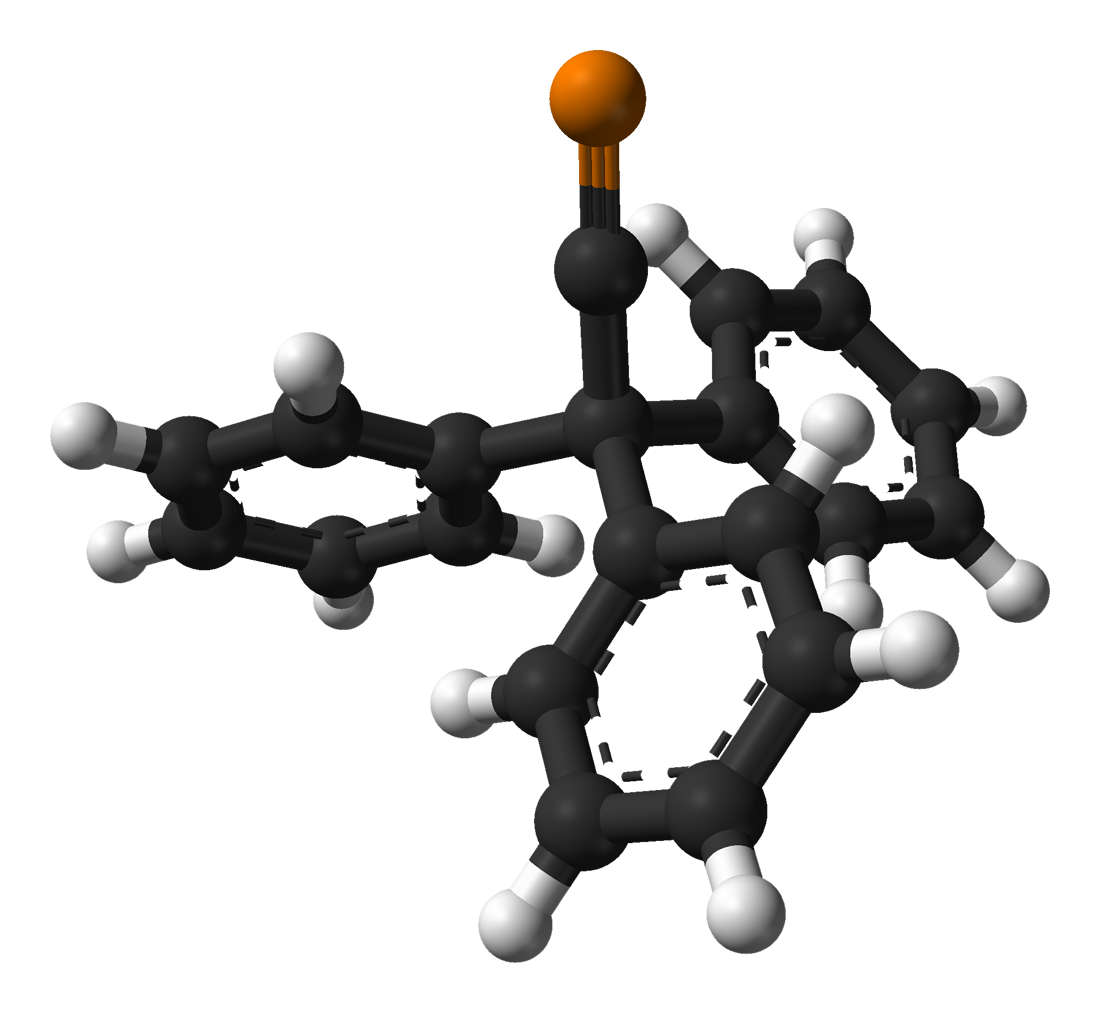
Struktura trifenylmethylfosfaacetylenu, patřícího mezi fosfaalkyny.

Fosfaalkyny (také se používá označení alkylidynfosfany) jsou organické sloučeniny fosforu obsahující trojné vazby mezi atomy fosforu a uhlíku, jejich obecný vzorec činí R-C≡P.
Fosfaalkyny jsou těžšími analogy nitrilů, vzhledem k podobnosti elektronegativit fosforu a uhlíku se však více chovají jako alkyny.
V důsledku své vysoké reaktivity se fosfaalkyny v přírodě nevyskytují, nejjednodušší sloučenina z této skupiny, methylidynfosfan (H-C≡P), však byla nalezena v mezihvězdném prostředí.

## Příprava

### Z fosfanu
První fosfaalkyn byl připraven v roce 1961, kdy Thurman Gier získal fosfaethyn průchodem fosfanu za nízkého tlaku elektrickým obloukem mezi dvěma uhlíkovými elektrodami. Kondenzací plynných produktů při –196 °C byly od sebe odděleny ethyn, ethen a fosfaethyn (identifikovaný infračervenou spektroskopií).

### Eliminačními reakcemi

#### Eliminacemi halogenovodíků

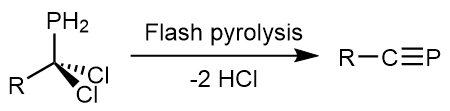
Příprava substituovaných fosfaalkynů pyrolýzou dichlormethylfosfinů, R = CH_{3}, CH=CH_{2}, Cl nebo F.

Bylo zjištěno, že fosfaethyn může být kromě výše uvedeného postupu získán také pyrolýzou methyldichlorfosfinu (CH3PCl2), při níž se odštěpí dva ekvivalenty chlorovodíku. Tímto postupem bylo připraveno mnoho dalších substituovaných fosfaalkynů, například methylovaných, vinylovaných, chlorovaných, a fluorovaných. Fluormethylidynfosfan (F-C≡P) dehydrofluorací trifluormethylfosfinu (CF3PH2) hydroxidem draselným. Předpokládá se, že tyto reakce probíhají přes fosfaethylenové meziprodukty, s obecným vzorcem RClC=PH; experimentální důkazy podporující tento mechanismus byly získány pozorováním F2C=PH 31P nukleární magnetickou rezonancí při syntéze F-C≡P.

#### Eliminací chlortrimethylsilanu
Velké síly vazeb křemíku s halogeny lze využít k přípravě fosfaalkynů. Zahříváním bis-trimethylsilylovaných methyldichlorfosfinů ((SiMe3)2CRPCl2) ve vakuu docházelo k odštěpení dvou ekvivalentů chlortrimethylsilanu a tvorbě fosfaalkynu. Tento postup byl využit na přípravu 2-fenylfosfaacetylenu a 2-trimethylsilylfosfaacetylenu.
Podobně jako u metod založených na eliminaci halogenovodíků je zde meziproduktem pravděpodobně fosfaethylen obsahující vazbu C=P, i když nebyl pozorován.

#### Eliminací hexamethyldisiloxanu
I nejčastější způsob přípravy spočívá v odštěpení skupiny obsahující silnou vazbu křemíku na další prvek. Fosfaalkyny mohou být vytvořeny eliminací hexamethyldisiloxanu (HMDSO) z některých silylovaných fosfaalkenů, RO(SiMe3)C=PSiMe3. Tyto fosfaalkeny se rychle tvoří při syntézách příslušných acyl-bis-trimethylsilylfosfinů, u kterých proběhne [1,3]-silylový přesmyk za tvorby fosfaalkenu. Tento postup je obzvláště častý, protože prekurzory (acylchlorid a tris-trimethylsilylfosfin nebo bis-trimethylsilylfosfid) jsou buď snadno dostupné, nebo se dají lehce připravit.
Tento postup byl použit na přípravu řady kineticky stabilních fosfaalkynů, například arylových, terciárních alkylových, sekundárních alkylových i primárních alkylových s dobrými výtěžky.

### Přesmykem z fosfaisonitrilů
Dihalogenfosfaalkeny (R-P=CX2, kde X je Cl, Br, nebo I) reagují s organolithnými sloučeninami za vzniku meziproduktů typu R-P=CXLi. Tyto sloučeniny poté odštěpují lithné halogenidy, LiX, čímž se vytvoří fosfaisonitrily, jež mohou podstoupit přesmykové reakce, podobně jako isonitrily, přičemž se tvoří příslušné fosfaalkyny.
Tento přesmyk byl prozkoumán pomocí výpočetní chemie, jde se ukázalo, že izomerizace probíhá velmi rychle, což odpovídalo experimentálním výsledkům ukazujícím na nemožnost přímého pozorování fosfaisonitrilů i za teplot –85 °C.

### Ostatní postupy
Termolýzou sloučenin s obecným vzorcem C14H10PC(=PPh3)R vznikají C14H10 (antracen), trifenylfosfin a odpovídající substituovaný fosfaacetylen: R-C≡P. Na rozdíl od předchozích metod, založených na fosfaalkynovém substituentu acylchloridu, je zde využit substituent odvozený od Wittigova činidla.

Příprava fosfaalkynů z antracenu bzaložená na fosfinchloridu a Wittigových činidlech, R=H, Me, Et, ^{i}Pr nebo ^{s}Bu.

## Struktura

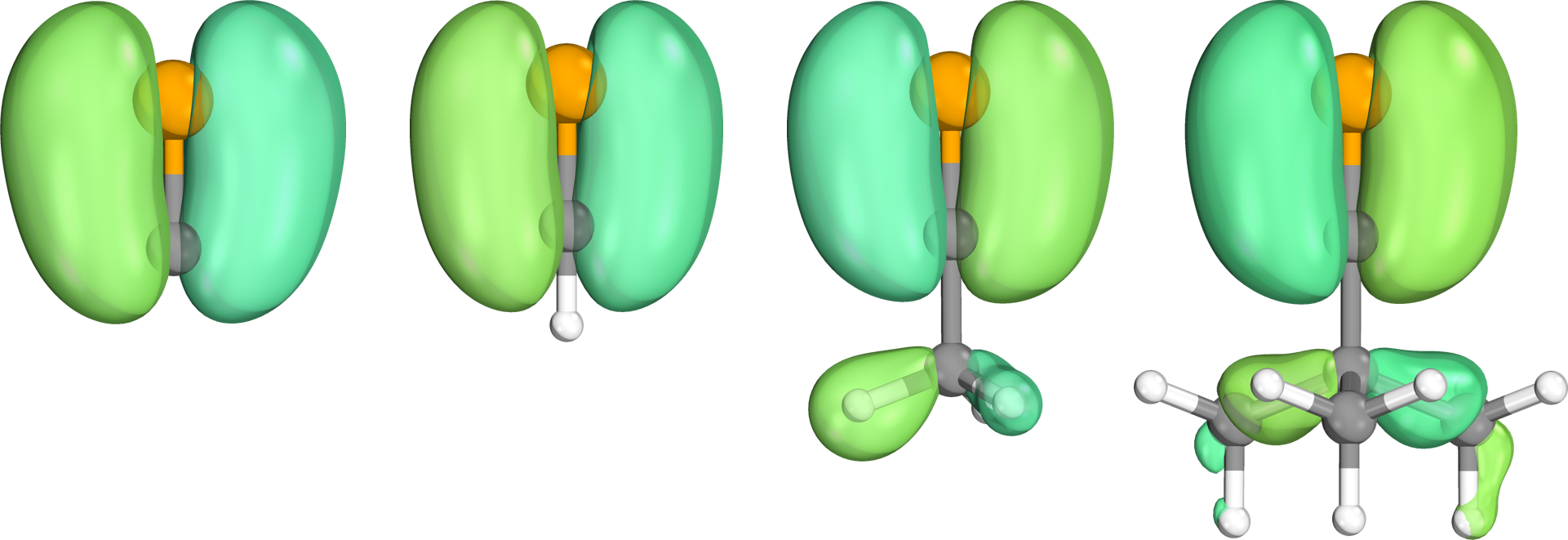
Jedna ze dvou degenerovaných vazeb pí u různých fosfaalkynů s interakcemi mezi pí vazbami C-P a vazbami sigma u substituentů, které se vyskytují u Me-C≡P a (Me)_{3}C-C≡P, ovšem ne u kyafidového aniontu nebo H-C≡P. Povrchy byly vypočítány na úrovni B3LYP.
Znázorněnými molekulami jsou (zleva doprava): kyanidový anion, H-C≡P, Me-C≡P a (Me)_{3}C-C≡P. Geometrie jsou založené na výsledcích, které získali Maria F. Lucas et al.

Trojná vazba uhlík-fosfor je výjimkou z „pravidla dvojných vazeb“, podle kterého fosfor nevytváří násobné vazby s uhlíkem, vlastnosti vazeb ve fosfaalkynech tak byly zkoumány řadou syntetických a teoretických chemiků. U jednoduchých fosfaalkynů. jako jsou H-C≡P a Me-C≡P, byly délky těchto vazeb zjištěny pomocí mikrovlnné spektroskopie a u některých složitějších fosfaalkynů jsou délky vazeb známy díky použití jednokrystalové rentgenové difrakce. Tyto délky jsou srovnatelné s teoretickými délkami trojných vazeb mezi fosforem a uhlíkem, které Pekka Pyykkö předpověděl na 154 pm.
Většina strukturně popsaných alkyl- a arylfosfaalkynů skutečně má trojné vazby mezi uhlíkem a fosforem, protože jejich délky jsou stejné nebo menší než teoretické hodnoty.
| R                          | Délka vazby (pm) |
| -------------------------- | ---------------- |
| H                          | 1.5442           |
| Me                         | 154,4(4)         |
| terc-butyl                 | 1.542(2)         |
| trifenylmethyl             | 153,8(2)         |
| 2,4,6-tri(terc-butyl)fenyl | 153,3(3)         |

Výpočetními metodami byly také zkoumány řády vazeb C-P, povahy vazeb byly určeny na základě kvantové chemie, konkrétně teorie přirozených vazebných orbitalů. Maria F. Lucas et al. prozkoumali elektronové struktury několika substituovaných fosfaalkynů, například kyafidového aniontu (C≡P–) s využitím přirozených vazebných orbitalů, teorie přirozené rezonance a kvantové teorie atomů v molekulách. V nejjednodušších případech, C≡P– a H-C≡P, se ukázalo, že jedinou významnou rezonanční strukturou je ta, kde je mezi uhlíkem a fosforem trojná vazba. U složitějších molekul, jako jsou Me-C≡P a (Me)3C-C≡P, tato struktura stále převažuje, ovšem k elektronové hustotě přispívá jen z části (81,5 % a 72,1 %), což je způsobeno interakcemi mezi dvojicí pí vazeb C-P a vazbami sigma C-H a C-C u substituentů, což lze znázornit ve vazebných molekulových orbitalech vazeb C-P.

## Reaktivita
Fosfaalkyny mají různorodou reaktivitu a lze je tak použít na přípravu mnoha různých nasycených i nenasycených fosforových heterocyklů.

### Cykloadice
Jednou z nejrozvinutějších oblastí chemie fosfaalkynů jsou cykloadice. Podobně jako u řady jiných molekul s násobnými vazbami mohou fosfaalkyny vstoupit do řady reakcí, jako jsou například [1+2]-, [3+2]- a [4+2]-cykloadice.
Níže jsou znázorněny příklady 1,2-adicí, které nepatří mezi cykloadice.

Příklady reakcí fosfaalkynů, [1,2] adice, [2+1] cykloadice, [2+3] cykloadice a [2+4] cykloadice. Fosfaalkynová jádra jsou zvýrazněna oranžově.

### Oligomerizace

Příprava kuboidního tetrameru fosfaalkynu zahříváním kineticky stabilního fosfaalkynu

Vazby pí u fosfaalkynů jsou slabší než většina vazeb uhlík-fosfor, což jim dodává reaktivitu potřebnou k tvorbě oligomerů obsahujících více vazeb sigma. Tyto oligomerizace bývají buď spouštěné tepelně, nebo mohou být katalyzovány přechodnými kovy.

#### Nekatalyzované
Fosfaalkyny s malými substituenty (například H, F, Me, Ph) se při pokojové nebo i nižší teplotě polymerizují či oligomerizují na směsi produktů, které je obtížné popsat. Podobně se chovají i kineticky stabilní fosfaalkyny, které vytvářejí oligomery za vyšších teplot.
I přes potíže s izolováním a určením produktů těchto reakcí byly získány kuboidní tetramery terc-butylfosfaalkynů a terc-pentylfosfaalkynů (v nízkých výtěžnostech).
Ke zkoumání těchto reakcí byly mimo jiné použity metody výpočetní chemie, ukázalo se, že tvorba dimerních fosfaalkynů je termodynamicky výhodná, vznik trimerů, tetramerů a vyšších oligomerů se stává stále výhodnějším.

#### Řízené kovy

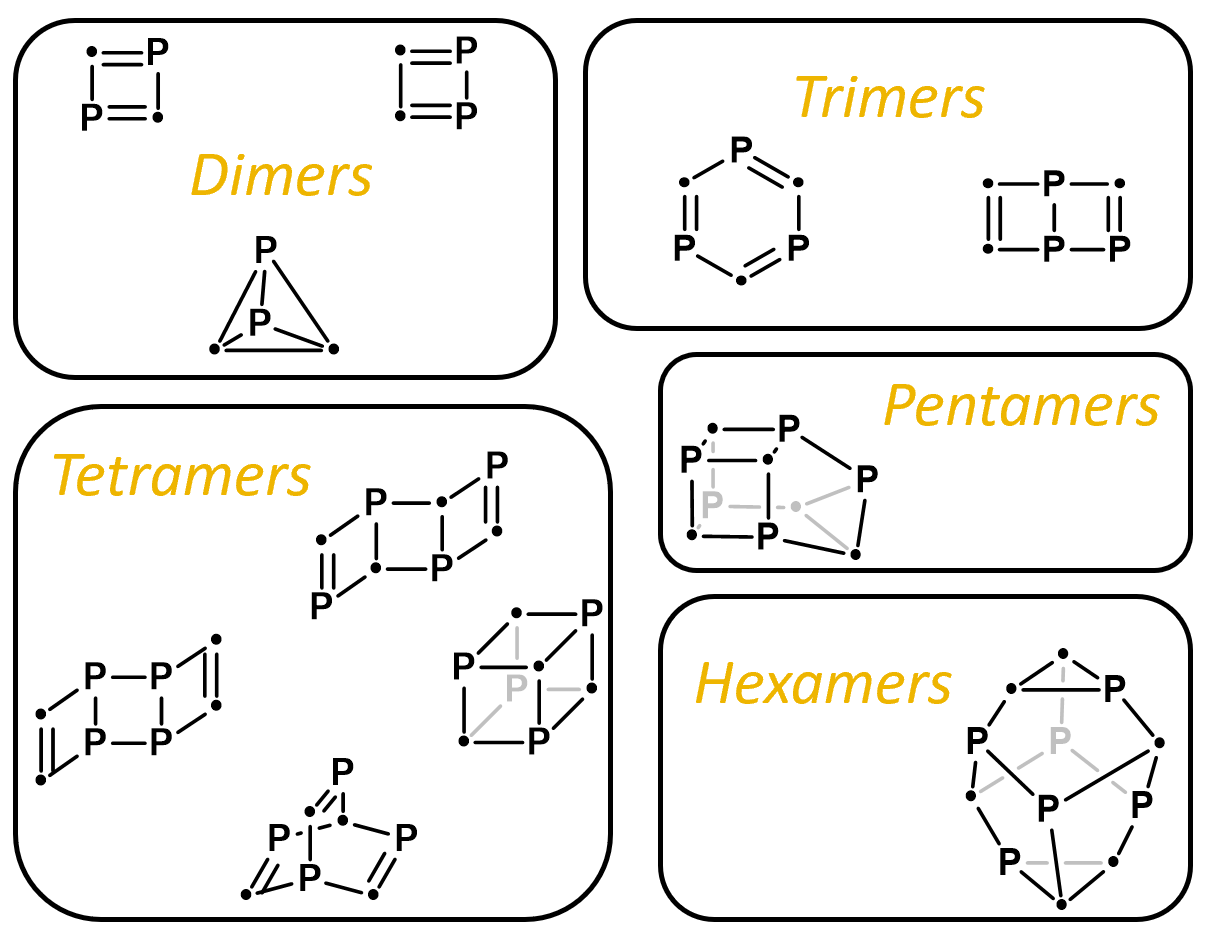
Příklady popsaných oligomerů fosfaalkynů získaných reakcemi fosfaalkynů (často ^{t}Bu-C≡P) za přítomnosti komplexů přechodných kovů nebo kovů hlavní skupiny. Některé z nich jsou v čisté podobě nestálé a stálosti dosahují jen při navázání na kov. Značky • představují jednotlivé jednotky C-R.

Na rozdíl od tepelně iniciovaných oligomerizací lze oligomerizace fosfaalkynů katalyzované kovy ovládat, což vedlo i k izolacím dimerů, trimerů, tetramerů, pentamerů, a dokonce také hexamerů. Komplexy niklu mohou katalyticky spojovat tBu-C≡P za vzniku dipfosfatetraedranu.